# 劉良 (成化進士)
劉良（1445年—？），字質臣，湖廣永州府道州寧遠縣人，軍籍，明朝政治人物。

## 生平
湖廣鄉試第一百三十二名舉人。成化二十三年（1487年）中式丁未科會試第一百四十二名，三甲第八名進士。弘治元年（1488年）閏正月授翰林院检讨，陪侍诸王读书。三年十月升兴府右長史，随兴王朱祐杬之国安陸。

## 家族
曾祖劉德先；祖父劉信通；父劉濟舟，母陳氏。永感下。